# فقه الطعام
يتناول فقه الطعام الأحكام الشرعية الفقهية الإسلامية المتعلقة بالطعام. فالطعام جزءٌ أساسيُ من حياة الإنسان، والدين يضبط كل حياته، فقد جاء في الدين الإسلامي أحكامٌ مختلفة، وآدابٌ أكثر تضبط هذا السلوك. فحرم الله الخبيث من الطعام، وأبقى الطيب. كما سن رسوله ﷺ آدابًا له، ومن الواضح أن الدول تتميز بآداب مختلفة في تناوله، وقد تختلف باختلاف الأزمنة. لكن ما يميز ما وضعه الإسلام أنها آداب عامة، ثابتة باختلاف البلاد، وبمرور الزمن.

## معنى الفقه

### الفقه لغة
هو العلم بالشيء وفهمه سواء أكان هذا الشيء دقيقًا أو جليًّا، ومنه دعاء النبي ﷺ لابن عباس: «اللهم فقِّهه في الدين وعلمه التأويل»، ثم غلب لفظ الفقه على علوم الدين والشريعة بخاصة؛ وذلك لسيادتها وشرفها وفضلها على سائر أنواع العلوم الأخرى.

### الفقه اصطلاحًا
هو العلم بالأحكام الشرعية العملية المكتسبة من أدلتها التفصيلية الصحيحة وفق أصول فقهية سليمة.

## عبادات مرتبطة بالطعام
1- الصيام: يعد صيام رمضان أحد الأركان الخمسة في الإسلام. وامتد الإسلام لأبعد من ذلك، فجعل للصيام أسبابًا أخرى. منها فراض ككفارة قتل نفسٍ بالخطأ إن لم يجد مالًا أو رقبةً يعتقها، أو كفارة لوطئ الزوجة في يوم فرضٍ إن لم يجد مالًا يتصدق به وغير ذلك. ومنها سننٌ، مثل صيام الاثنين والخميس، وكذلك صيام الأيام البيض، وسننٌ أخرى.
2- إطعام المساكين: وجعلها الإسلام كفارةً لحلف اليمين كذبًا بإطعام 10 مساكين. وكذلك إطعام 60 مسكينًا كفارةً للجماع في رمضان.

## الطعامالمباح
الأصل في الأشياء الإباحة. فكل الطعام مباح إلا ما جاء تخصيص بحرمة تناوله. ومنه قوله تعالى: ﴿قُلْ أَرَأَيْتُمْ مَا أَنْزَلَ اللَّهُ لَكُمْ مِنْ رِزْقٍ فَجَعَلْتُمْ مِنْهُ حَرَامًا وَحَلَالًا قُلْ آللَّهُ أَذِنَ لَكُمْ أَمْ عَلَى اللَّهِ تَفْتَرُونَ ۝٥٩﴾ [يونس:59]. وقوله: ﴿قُلْ مَنْ حَرَّمَ زِينَةَ اللَّهِ الَّتِي أَخْرَجَ لِعِبَادِهِ وَالطَّيِّبَاتِ مِنَ الرِّزْقِ قُلْ هِيَ لِلَّذِينَ آمَنُوا فِي الْحَيَاةِ الدُّنْيَا خَالِصَةً يَوْمَ الْقِيَامَةِ كَذَلِكَ نُفَصِّلُ الْآيَاتِ لِقَوْمٍ يَعْلَمُونَ ۝٣٢﴾ [الأعراف:32]. لكن في الذبيحة، فإن الأصل هو التحريم حتى يتيقن المرء من حل ما يريد أكله من حيث نوعه وطريقة صيده وذبحه والتعامل معه. لكن تظل القاعدة بأن الأصل في الأشياء الإباحة، فهي تنطبق على الحيوانات، أما قاعدة التحريم فهي للأخذ بالأحوط حتى يتيقن المرء حل ما يأكله. فتجزأ فقرة الحرام عن تفصيل فقرة الحلال.
جاء في الموسوعة الفقهية: «ما يتأتى أكله من الحيوان يصعب حصره، والأصل في الجميع الحل في الجملة إلا ما استثني».

## الطعامالمحرم
هنالك عدد من الأطعمة محرمة في الإسلام، إما لذاتها، أو لطريقة التعامل معها (مثل ما ذبحت لغير الله)، أو لتأثيرها.
وقد حُرمت تلك الأطعمة بالقرآن والسنة واجتهادات الفقهاء بناءً على ما سبق:

### الأطعمة المحرمة في القرآن
أ- أكثر آية في القرآن شملت تلك المحرمات قوله تعالى: ﴿حُرِّمَتْ عَلَيْكُمُ الْمَيْتَةُ وَالدَّمُ وَلَحْمُ الْخِنْزِيرِ وَمَا أُهِلَّ لِغَيْرِ اللَّهِ بِهِ وَالْمُنْخَنِقَةُ وَالْمَوْقُوذَةُ وَالْمُتَرَدِّيَةُ وَالنَّطِيحَةُ وَمَا أَكَلَ السَّبُعُ إِلَّا مَا ذَكَّيْتُمْ وَمَا ذُبِحَ عَلَى النُّصُبِ وَأَنْ تَسْتَقْسِمُوا بِالْأَزْلَامِ ذَلِكُمْ فِسْقٌ الْيَوْمَ يَئِسَ الَّذِينَ كَفَرُوا مِنْ دِينِكُمْ فَلَا تَخْشَوْهُمْ وَاخْشَوْنِ الْيَوْمَ أَكْمَلْتُ لَكُمْ دِينَكُمْ وَأَتْمَمْتُ عَلَيْكُمْ نِعْمَتِي وَرَضِيتُ لَكُمُ الْإِسْلَامَ دِينًا فَمَنِ اضْطُرَّ فِي مَخْمَصَةٍ غَيْرَ مُتَجَانِفٍ لِإِثْمٍ فَإِنَّ اللَّهَ غَفُورٌ رَحِيمٌ ۝٣﴾ [المائدة:3]. وقد جاء في تفسير ابن كثير عنها:
1- فالميتة: يُقصد به الحيوان الذي مات من غير تذكية ولا اصطياد. فلا يحل أخذه وتناوله. ويستثنى من ذلك السمك والجراد، لقوله ﷺ في حديثٍ عن أبي هريرة عندما سئل عن البحر فقال: ((هو الطهور ماءه، الحل ميتته)). وقوله ﷺ: ((أُحل لنا ميتتان ودمان، فأما الميتتان فالسمك والجراد، وأما الدمان فالكبد والطحال)).
2- الدم: ويعني به الدم المسفوح. ومن ذلك قوله تعالى: ﴿قُلْ لَا أَجِدُ فِي مَا أُوحِيَ إِلَيَّ مُحَرَّمًا عَلَى طَاعِمٍ يَطْعَمُهُ إِلَّا أَنْ يَكُونَ مَيْتَةً أَوْ دَمًا مَسْفُوحًا أَوْ لَحْمَ خِنْزِيرٍ فَإِنَّهُ رِجْسٌ أَوْ فِسْقًا أُهِلَّ لِغَيْرِ اللَّهِ بِهِ فَمَنِ اضْطُرَّ غَيْرَ بَاغٍ وَلَا عَادٍ فَإِنَّ رَبَّكَ غَفُورٌ رَحِيمٌ ۝١٤٥﴾ [الأنعام:145]. لذا يكون تناول الطحال حلالًا، فقد روي عن عكرة عن ابن عباس أنه سئل عن الطحال، فقال: كلوه، فقالوا: إنَّه دم. فقال: إنما حرم عليكم الدم المسفوح.
3- لحم الخنزير.
4- وما أهل لغير الله به: أي: ما ذبح فذكر عليه اسم غير الله، فهو حرام؛ لأن الله أوجب أن تذبح مخلوقاته على اسمه العظيم. واختلف العلماء في المتروك التسمية عليه، عمدًا أو نسيانًا.
5- والمنخنقة: وهي التي تموت بالخنق إما قصدًا أو اتفاقًا.
6- الموقوذة: فهي التي تضرب بشيء ثقيل غير محدد حتى تموت. فكان العرب في الجاهلية يضربونها بالعصي إلى أن تموت ثم يأكلوها.
7- المتردية: وهي التي تسقط من ارتفاعٍ كبير فتموت إثر ذلك، فيحرم أكلها.
8- النطيحة: فهي التي تموت نتيجة تلقيها نطحةً من حيوانٍ آخر. فلا يجوز أكلها. وحتى لو خرج الدم منها.
9- وما أكل السبع: أي التي هجم عليها حيوانٍ ضارٍ فأكل منها فماتت، فهي حرام. سواءً كان أسدًا أو ضبعًا أو نمرًا أو كلبًا أو ذئبًا أو غير ذلك.
10- وما ذبح على النصب: والنصب حجارة كانت توضع حول الكعبة، وكان الناس يذبحون ذبائحهم عندها، ويضعون من لحمها عليها. فتلك حرامٌ أكلها، ولو ذكر اسم الله عند ذبحها.
ب- ويحرم أكل الأعيان النجسة، وذلك لقوله تعالى: ﴿قُلْ لَا أَجِدُ فِي مَا أُوحِيَ إِلَيَّ مُحَرَّمًا عَلَى طَاعِمٍ يَطْعَمُهُ إِلَّا أَنْ يَكُونَ مَيْتَةً أَوْ دَمًا مَسْفُوحًا أَوْ لَحْمَ خِنْزِيرٍ فَإِنَّهُ رِجْسٌ أَوْ فِسْقًا أُهِلَّ لِغَيْرِ اللَّهِ بِهِ فَمَنِ اضْطُرَّ غَيْرَ بَاغٍ وَلَا عَادٍ فَإِنَّ رَبَّكَ غَفُورٌ رَحِيمٌ ۝١٤٥﴾ [الأنعام:145].
ت- ما أذهب العقل: وذلك لقوله تعالى: ﴿يَا أَيُّهَا الَّذِينَ آمَنُوا إِنَّمَا الْخَمْرُ وَالْمَيْسِرُ وَالْأَنْصَابُ وَالْأَزْلَامُ رِجْسٌ مِنْ عَمَلِ الشَّيْطَانِ فَاجْتَنِبُوهُ لَعَلَّكُمْ تُفْلِحُونَ ۝٩٠﴾ [المائدة:90].

### في السنة وآراء الفقهاء
أ- السموم وما يضر: وذلك لقوله صلى الله عليه وسلم: ((لا ضرر ولا ضرار)). فجعل الحديث ذلك قاعدة فقهية واسعة.
ب- لا يحل أكل كل ذي ناب: وذلك كما اتفق عليه جمهور الفقهاء، ويقصد بها الحيوانات المفترسة، ومن تلك الحيوانات الأسد والنمر والفهد والضبع والكلب.
ت- لا يحل أكل كل ذي مخلب: كالصقر والنسر والبازي والشاهين وغيرها. والمقصود بذوات المخلب تلك التي تصطاد بمخلبها، وليس التي تستخدمه للحفر وما شابه، فيحل أكل الدجاج والحمام والعصافير.
ث- ما أُمر المسلمون بقتله: مثل الحية والعقرب والفأرة.
ج- ما نُهي المسلمون عن قتله: ومن ذلك الهدهد والنمل والنحل. لحديث ابن عباس عن النبي ﷺ: (نهى النبي عن قتل أربع من الدواب: النملة والنحلة والهدهد والصرد). إذ لو حُل أكلها لما نُهي عن قتلها.
ح – الخفاش: اختلف الفقهاء في أكله، فهو محرم في الشافعية وعند الحنابلة، وفيه اختلاف عند الحنفية، وكرهه المالكية.
خ- حرمة الأكل والشرب في آواني الذهب والفضة: جاء في الحديث الشريف: ((لا تلبسوا الحرير ولا الديباج ولا تشربوا في آنية الذهب والفضة ولا تأكلوا في صحافها، فإنها لهم في الدنيا ولنا في الآخرة)).

## آداب الطعاموسننه
أكثر ما يغلب على الطعام في الشريعة الإسلامية هو موضوع آدابهما. وأكثرها شيوعًا التالي:

### آداب ما قبل الطعام
1- السؤال عن الطعام إن كان ضيفًا ولا يعرفه، ولا يطمئن إليه. فقد كان رسول الله ﷺ لا يأكل طعامًا حتى يحدث أو يسمى له فيعرف ما هو. وذلك كما فيه حديث الضب الذي لم يأكله رسول الله ﷺ.
2- المبادرة إلى الطعام عند تقديمه: فقد كان العرب يظنون بالضيف شرًا إن لم يبادر ويأكل من الطعام.
3- البسملة قبل الأكل: فتسن التسمية قبل الأكل، وفي ذلك جاء في حديث عن أم كلثوم عن عائشة  أنَّ رسول الله ﷺ قال: ((إذا أكل أحدكم فليذكر اسم الله تعالى، فإن نسي أن يذكر اسم الله تعالى في أوله فليقل بسم الله أوله وآخره)).

### آداب أثناء الطعام
1- تناول الطعام باستخدام اليد اليمنى: فيكره أن يأكل المسلم بشماله. وذلك لحديث رسول الله ﷺ: ((لا يأكلن أحدكم بشماله، ولا يشربن بها، فإنَّالشيطان يأكل بشماله ويشرب بها)).
2- أكل المرء مما يليه تباعًا: فلا يقوم بالابتداء من أوسط الطعام، بل يأكل مما يليه مباشرةً. وذلك لحديث عمر بن أبي سلمة عندما كان غلامًا قال له رسول الله ﷺ: ((يا غلام، سم الله، وكل بيمينك، وكل مما يليك)).
3- غسل اليد بعد الطعام: قال في ذلك ابن رسلان: «والأولى غسل اليد بالأشنان أو الصابون أو ما في معناها».
4- المضمضة بعد الطعام: وهي مستحبة، لحديث سويد بن النعمان عندما كان مع النبي ﷺ بالصهباء فحضرت الصلاة، فدعا بطعامٍ فلم يجده إلا سويقًا، فلاك منه، فلكنا معه، ثم دعا بماءٍ فمضمض، ثم صلى وصلينا ولم يتوضأ.
5- الدعاء للمضيف إن كان المرء في ضيافة أحد.
6- من السنة الأكل بثلاثة أصابع: قال عياض في هذا: والأكل بأكثر منها من الشره وسوء الأدب. وهذا خاص إن أكل المرء بيده، ولكن لا بأس باستعمال المعقة ونحوه، ويتبع الأكل بالملعقة في هذا ألا يأكل كمية كبيرة في كل لقمة.
7- أكل اللقمة الساقطة: وذلك بعد أن ينظفها مما أصابها من أذى، فقد تكون البركة فيها. وذلك لحديث أنس بن مالك أنَّ رسول الله ﷺ كان إذا أكل طعامًا لعق أصابعه الثلاث، وقال إذا سقطت لقمة أحدكم فيمط عنها الأذى وليأكلها ولا يدعها للشيطان، وأمرنا أن نسلُتَ القصعة، قال: «فإنكم لا تدرون في أيِّ طعامكم البركة».
8- عدم الاتكاء أثناء الأكل: وذلك لقوله ﷺ: ((لا آكل وأنا متكئ)).
9- عدم البصاق والمخاط حالَ الأكل إلا لضرورة.
10- الأكل مع الجماعة.
11- الحديث أثناء الطعام بين الجالسين، لكن في غير محرم.
12- أن يأكل المرء مع أطفاله وزوجاته.
13- لا يخص نفسه بطعامٍ دون غيره ممن يأكل معهم إلا لعذرٍ ما.
14- عدم ذم الطعام: روى أبو هريرة: ((ما عاب النبي طعامًا قط، إن اشتهاه أكله، وإن كرهه تركه)).
15- الاعتدال في الطعام وعدم الإفراط في تناوله: فأكثر ما يكون أن يملئ بالطعام ثُلث بطنه. وذلك لحديث رسول الله ﷺ: ((ما ملأ آدمي وعاءً شرًا من بطنٍ، بحسب ابن آدم أُكلات يُقمن صلبه، فإن كان لا محالة فثُلثٌ لطعامه، وثلث لشرابه وثلث لنفسه)).

### آداب ما بعد الطعام
1- حمد الله وشكره. كان النبي ﷺ إذا رفع مائدته قال: ((الحمد لله حمدًا كثيرًا طيبًا مباركًا فيه غير مكفٍ ولا مودعٍ ولا مستغنٍ عنه ربنا)). وكان إذا أكل طعامًا غير اللبن قال: ((اللهم بارك لنا فيه وأطعمنا خيرًا منه))، وإذا شرب لبنًا قال: ((اللهم بارك لنا فيه وزدنا منه)).

## إطعام الناس
يمتد فقه الطعام إلى ما بعد طريقة تناول الطعام من واجبات وسنن. فله أبعاده في الإسلام على المستوى الاجتماعي:
أولًا: الأضحية: وهي أهم ما جاء في السنن. فهي مرتبطة بأحد العيدين، ومرتبطة بنبي الله إبراهيم عليه السلام أبو الأنبياء. وهي سنة مؤكدة غير واجبة. وذهب أبو حنيفة لوجوبها على القادر.
وللأضحية أحكام كثيرة متعددة، مدرج معظمها في مقال أضحية.
ثانيًا: إطعام الطعام.
عَنْ يَزِيدَ عَنْ أَبِي الْخَيْرِ عَنْ عَبْدِ اللَّهِ بْنِ عَمْرٍو رَضِيَ اللَّهُ عَنْهُمَا أَنَّ رَجُلًا سَأَلَ النَّبِيَّ صَلَّى اللَّهُ عَلَيْهِ وَسَلَّمَ أَيُّ الْإِسْلَامِ خَيْرٌ قال: ((تطعم الطعامَ، وتقرأ السلامَ، على من عرفتَ ومن لم تعرف)). وقد يكون الطعام:
- خاصًا كصدقة مخصوصة.
- إكرام الضيف: فقد جاء الحث على إكرام الضيف في السنة وفي القرآن أيضًا. ومنه قوله تعالى: ﴿هَلْ أَتَاكَ حَدِيثُ ضَيْفِ إِبْرَاهِيمَ الْمُكْرَمِينَ ۝٢٤ إِذْ دَخَلُوا عَلَيْهِ فَقَالُوا سَلَامًا قَالَ سَلَامٌ قَوْمٌ مُنْكَرُونَ ۝٢٥ فَرَاغَ إِلَى أَهْلِهِ فَجَاءَ بِعِجْلٍ سَمِينٍ ۝٢٦﴾ [الذاريات:24–26]. وعن أبي هريرة رضي الله عنه أنَّ النبي ﷺ قال: ((من كان يؤمن بالله واليوم الآخر فليكرم ضيفه، ومن كان يؤمن بالله واليوم الآخر فليصل رحمه، ومن كان يؤمن بالله واليوم الآخر فليقل خيرًا أو ليصمت)).[41][42]
- وقد يكون دعوة لجمعٍ من الناس، والأخيرة تختلف أسماؤها تبعًأ لسببها، ومما جاء فيها:

1- المأدبة: اسم عام للدعوة للطعام.
2- الوضيمة: طعام يصنع عند المصيبة. واختلف الفقهاء في حكم الأكل منها. فقال الحنفية أنه لا بأس بالأكل منها، بينما قال المالكية بأن ما يصنعه أهل الميت من طعام ويجمعون الناس عليه فلا ينبغي لأحد الأكل منه. وقال الحنابلة كره للناس غير الضيوف الأكل من الطعام الذي يصنعه أهل الميت للضيوف.
3- العقيقة: وهي دعوةٌ للطعام يقوم بها من أتاه ولد. تُصنع سابع يومٍ للولادة. وهي معروفة عند العرب من قبل الإسلام. وقد شرعت في الإسلام أيضًا. فقد جاء في صحيح البخاري أنَّ النبي ﷺ قال: ((مع الغلام عقيقة))، ((فأهرقوا عنه دماً، وأميطوا عنه الأذى)). ويشرع ذبح شاتين عن المولود الذكر، وشاة واحدة عن المولود الأنثى. وذلك في حديث عن أمر كرز أنها سألت رسول الله صلى الله عليه وسلم عن العقيقة فقال: (عن الغلام شاتان، وعن الأنثى واحدة، لا يضركم ذكراناً أم إناثاً).
4- الوليمة: وهي طعام العرس. وكل طعام صنع لدعوة. وقد جاء في صحيح مسلم: ((إِذَا دُعِيَ أَحَدُكُمْ إلى الوَلِيمَةِ فَلْيَأْتِهَا)).
5- الوكيرة: وهي طعام يقوم به صاحبه دلالةً على السرور، عادةً بعد الانتهاء من البناء. لم يأتي ذكرها في السيرة؛ لذلك اختلاف الفقهاء في حكمها على النحو التالي: فقال الشافعية بأنها مستحبة، وعليه اتفق الجمهور. وقال الحنابلة بأنها مباحة، فلا هي مكروهة ولا مستحبة. واختلفوا في الإجابة بين السنة والمستحب.
6- الإعذار: وهي طعام يصنعه المرء عند ختان ابنه. وقد اختلف الفقهاء في ذلك الطعام، فمنهم من أباحه، ومنهم من كرهه.
7- الخُرس: وتصنع بعد الولادة لسلامة المرأة.
8- الحداق: وهو الطعام الذي يصنع عندما يختم الطفل القرآن.
9- النقيعة: وهو الطعام المعد للمسافر عندما يعود. وقيل إن المسافر هو من يصنعه، أما ما لا يصنعه هو فيسمى التحفة. وقال الإمام النووي في المجموع: «يستحب النقيعة، وهي طعام يعمل لقدوم المسافر، ويطلق على ما يعمله المسافر القادم، وعلى ما يعمله غيره له».